# 陳國旺 (政治人物)
陈国旺（發音：[t͡ɕən˨˩ kuək̚˧˦ vɨəŋ˧˨ʔ]；1953年2月5日—），越南太平省钱海县安宁社人，曾任越南共产党第十二届中央政治局委员、中央书记处常务书记，越共中央书记处书记、中央办公厅主任、中央检查委员会主任。

## 生平
2007年，陈国旺担任越南社会主义共和国最高人民检察院检察长。2011年，担任越共中央书记处书记、中央办公厅主任。
2016年1月28日，在越南共产党第十二次全国代表大会上，当选越共第十二届中央政治局委员。2017年8月，时任越共中央政治局委员、中央书记处常务书记丁世兄病休，该职务便由陈国旺代理。
2018年3月2日，越共中央任命陈国旺为越南共产党中央书记处常务书记，开始负责越共中央日常事务，同年5月9日，越南共产党第十二届中央委员会第七次全体会议上，他不再兼任第十二届中央检查委员会委员和中央检查委员会主任职务。2021年1月31日，换届卸任並退休。

## 外部連結
Phát biểu:
- Về sự lãnh đạo của Ðảng đối với Viện Kiểm sát nhân dân trong thời kỳ đổi mới （页面存档备份，存于） （越南文）
- 'Chưa thể khởi tố vụ án' （页面存档备份，存于） （越南文）

| 政党职务      | 政党职务                                          | 政党职务      |
| ------------- | ------------------------------------------------- | ------------- |
| 前任： 丁世兄 | 越南共产党中央书记处常务书记 2017年8月－2021年    | 繼任： 武文赏 |
| 前任： 吴文谕 | 越南共产党中央检查委员会主任 2016年1月－2018年5月 | 繼任： 陈锦绣 |
| 前任： 吴文谕 | 越南共产党中央办公厅主任 2011年1月－2016年1月     | 繼任： 阮文年 |